# М'ясоїдівська вулиця
М'ясоїдівська вулиця — одна із центральних вулиць Молдаванки, району міста Одеси. Вулиця бере початок з перетину із Розумовською вулицею і тягнеться до перетину із вулицею Мечникова.

## Історія
Свою сучасну назву вулиця дістала 5 липня 1841 року, завдяки маєтку одеського міщанина Дементія М'ясоїда. Дементій М'ясоїд володів на вулиці також пивним і квасовим заводом. Так, існує документ від 2 лютого 1835 року «о покупке имения, принадлежащего одесскому мещанину Дементию Мясоедову, заключающегося в пивном и квасном заводе с принадлежащими оному пристройками, состоящего в IV части, — предместье Молдаванка». Маєток М'ясоїда (також вказується як М'ясоєдов) будував Нікіфор Черкунов, тодішній відомий городовий архітектор IV частини міста. Точне розташування цього маєтку невідоме, однак 3 березня 1853 року вказується, що «Дом Мясоедова на Молдаванке, Тираспольская улица у Черепенникова моста». Черепенніков міст через Порто-Франківський рів знаходився на місці сучасного Прохоровського скверу навпроти вул. Великої Арнаутської, тобто не на Мясоїдівський, а скоріш на Прохоровській.

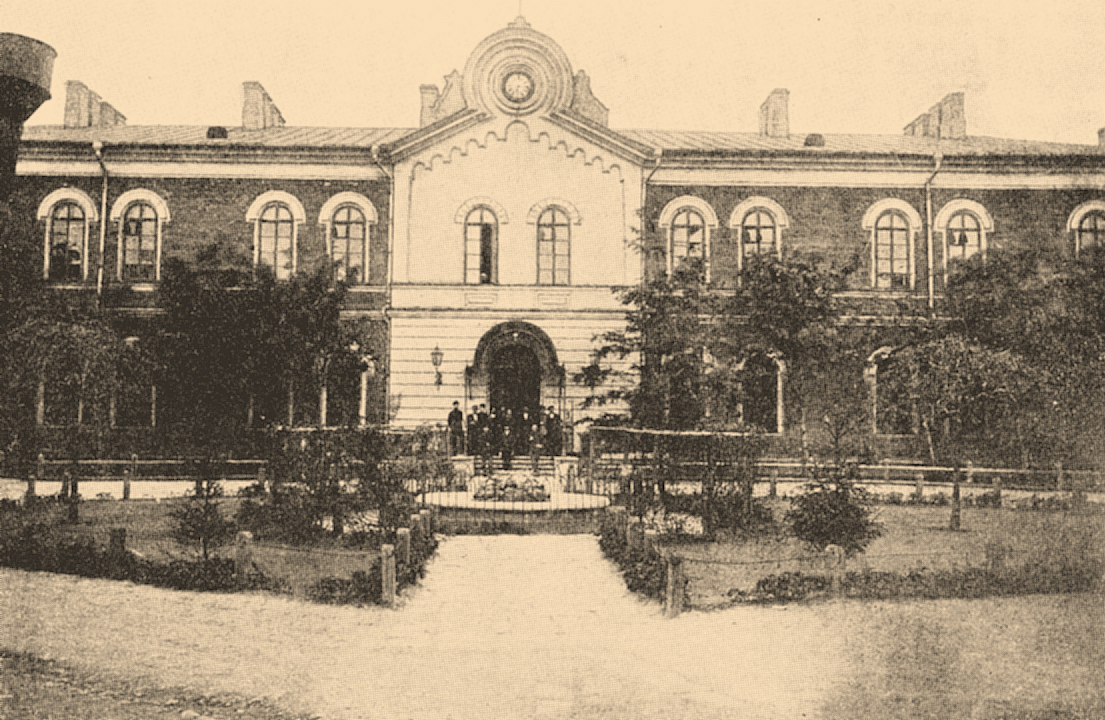
Головний корпус Єврейської лікарні. Фотографія 19-го століття

Історія вулиці тісно пов'язана із створенням Єврейської лікарні (тепер — Міська клінічна лікарня № 1). Наприкінці 18-го століття в Одесі існувало єврейське Товариство навідування хворих — «Бікур Холим». Розширюючи свою діяльність товариство створило у 1802 році лікарню (Хекдеш) на 6 ліжок, яка розміщувалася у Карантинній балці. Вже за рік існування лікарня розширилася до 20 ліжок. У 1829 році лікарня купила маєток на Молдаванці. Тут розмістили 60 ліжок, а штат складався із лікаря, цирульника, кухарки, прачки, двірника і декількох служителів. Маєток, де було розміщено лікарню, знаходився саме на перетині сучасних вулиць М'ясоїдівської і Богдана Хмельницького, яка тоді дістала назву Шпитальної. У 1866 році частина вулиці М'ясоїдівської, від Прохоровської до Болгарської, змінила назву на Єврейсько-Лікарняна, завдяки Єврейській лікарні, що знаходилася тут на перехресті із Шпитальною вулицею. У 1870 році цю саму ділянку перейменовують на Шпитальний провулок, але на практиці назва М'ясоїдівська використовуються для усієї вулиці від Трикутної площі і до Болгарської (вулиці Мечникова тоді не існувало, на її місці вздовж стіни цвинтаря проходила правобічна забудова Старопортофранківської вулиці).
У 1928 році назву вулиці змінено. Тепер її назвали в честь відомого єврейського письменника Шолом-Алейхема, який мешкав на цій вулиці з 1860 року.
Історичну назву М'ясоїдівська вулиця було повернено в період з 19 листопада 1941 року до 14 квітня 1944 року, після чого радянська влада знову її змінила. Остаточне повернення історичної назви відбулося тільки 15 травня 1995 року.

## Галерея

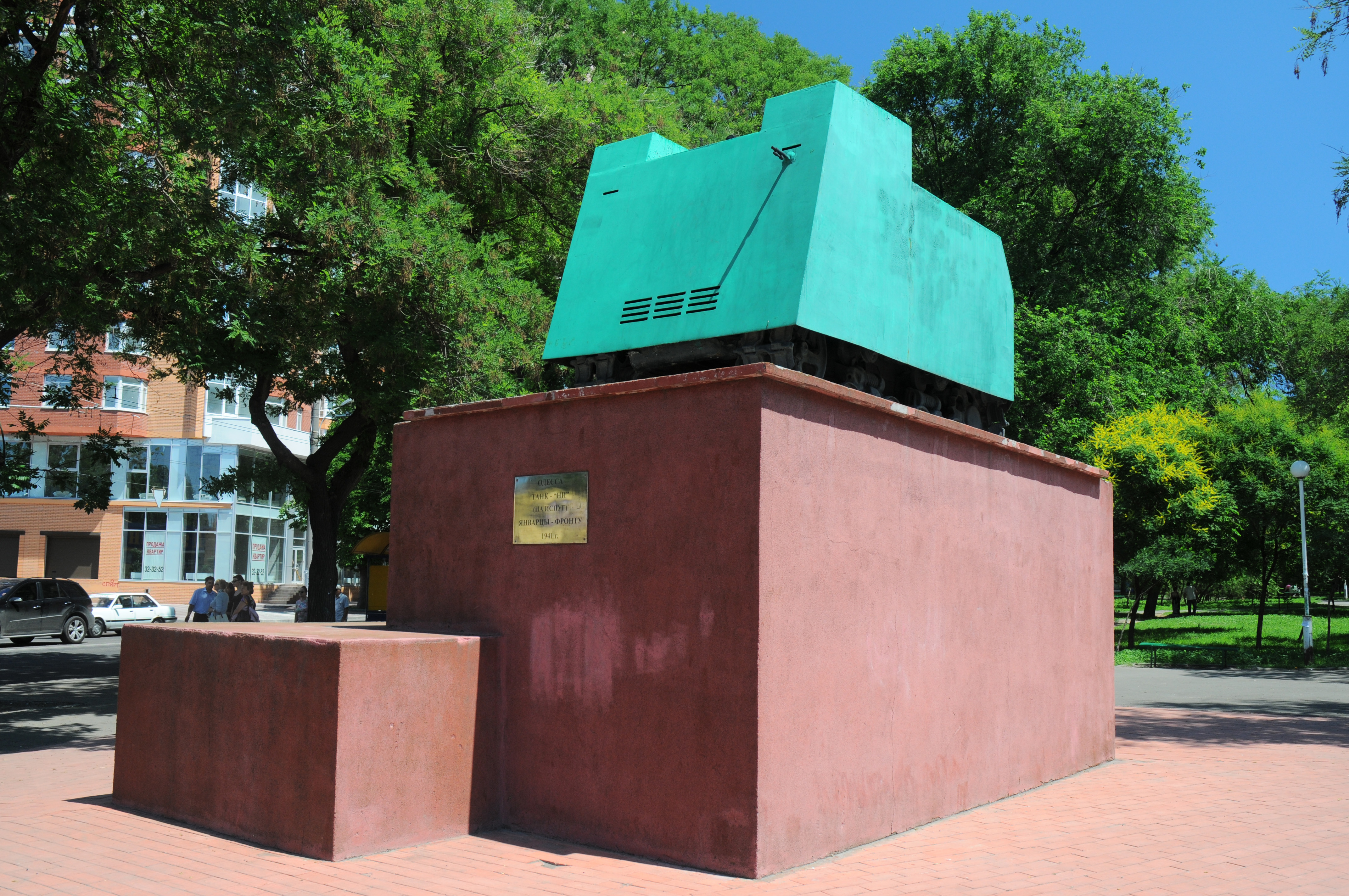
Середнинський сквер (колишня Трикутна площа) на початку вулиці
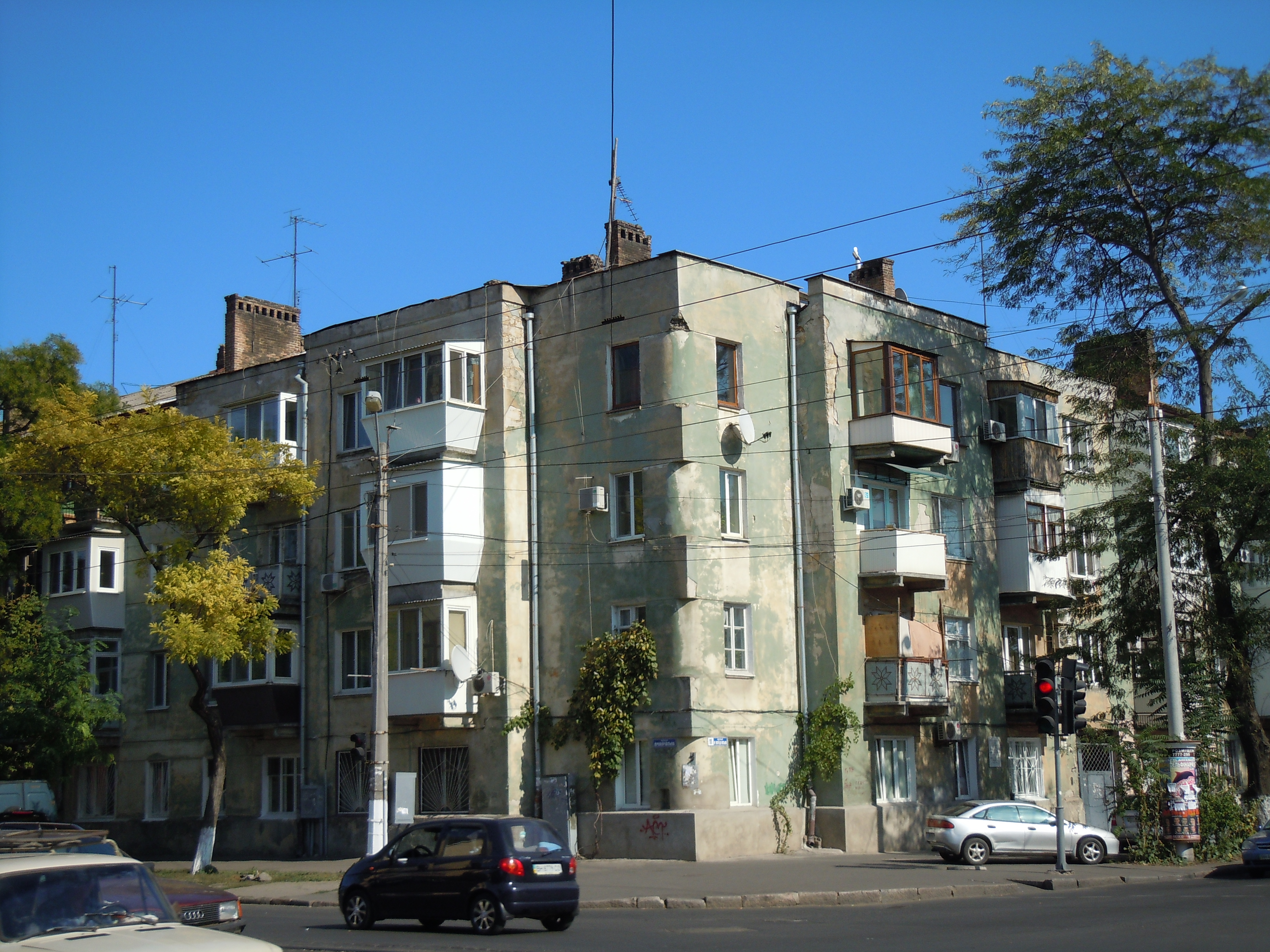
Будівля на розі із вул. Прохоровською. Приблизно в цьому районі існував маєток М'ясоїда
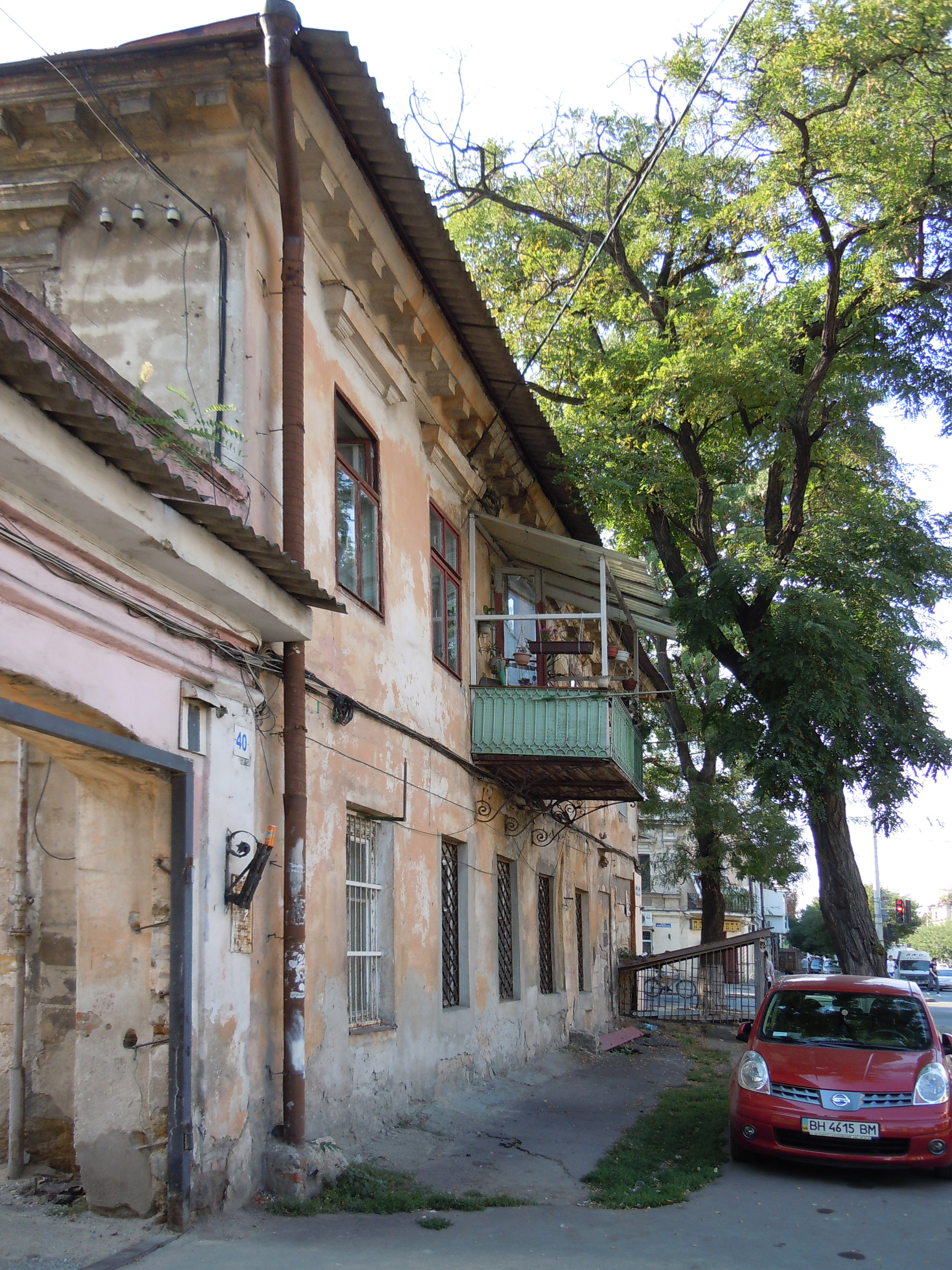
Типова забудова Молдаванки. вул. М'ясоїдівська 40.
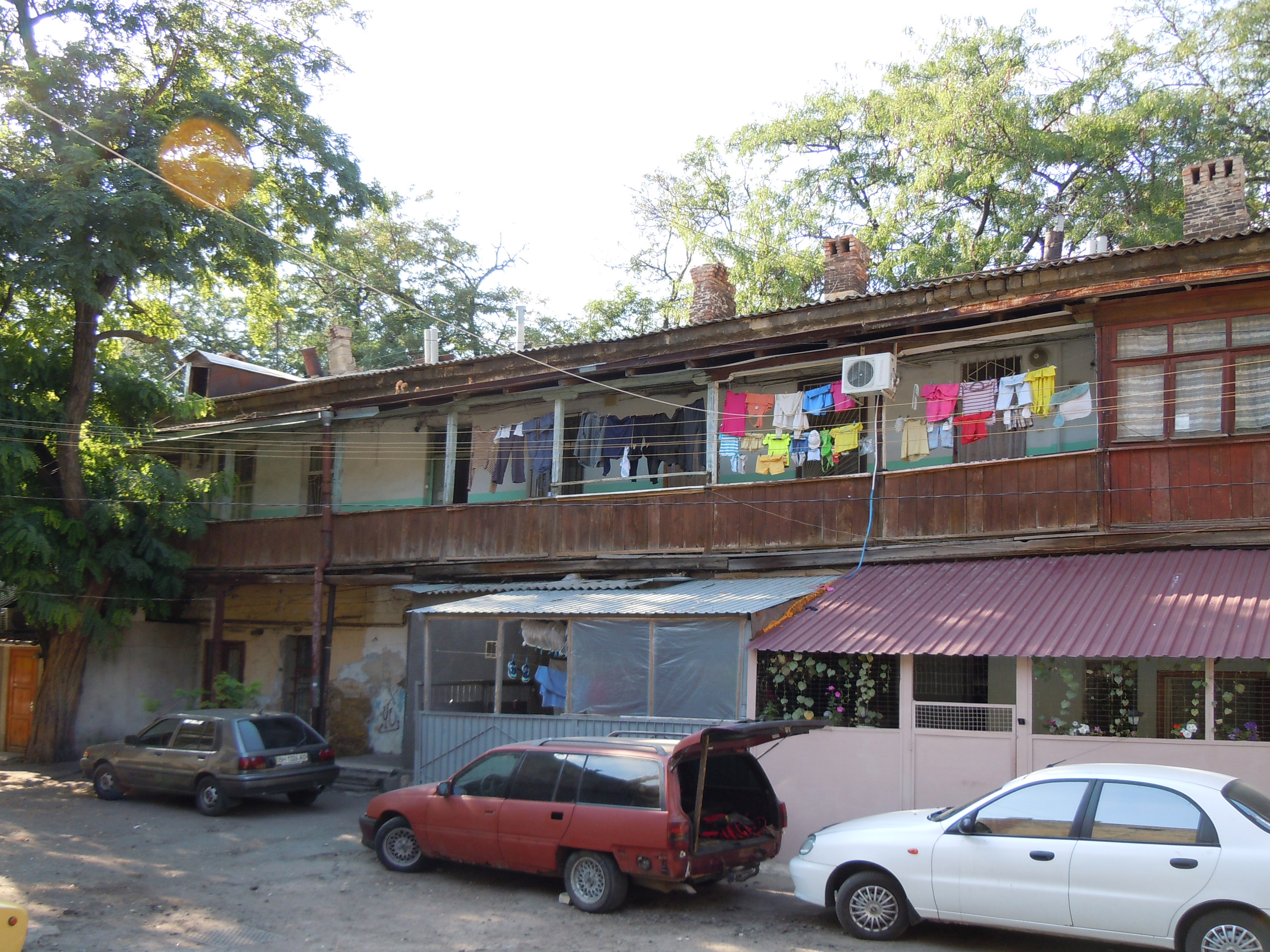
Дворики на М'ясоїдівській
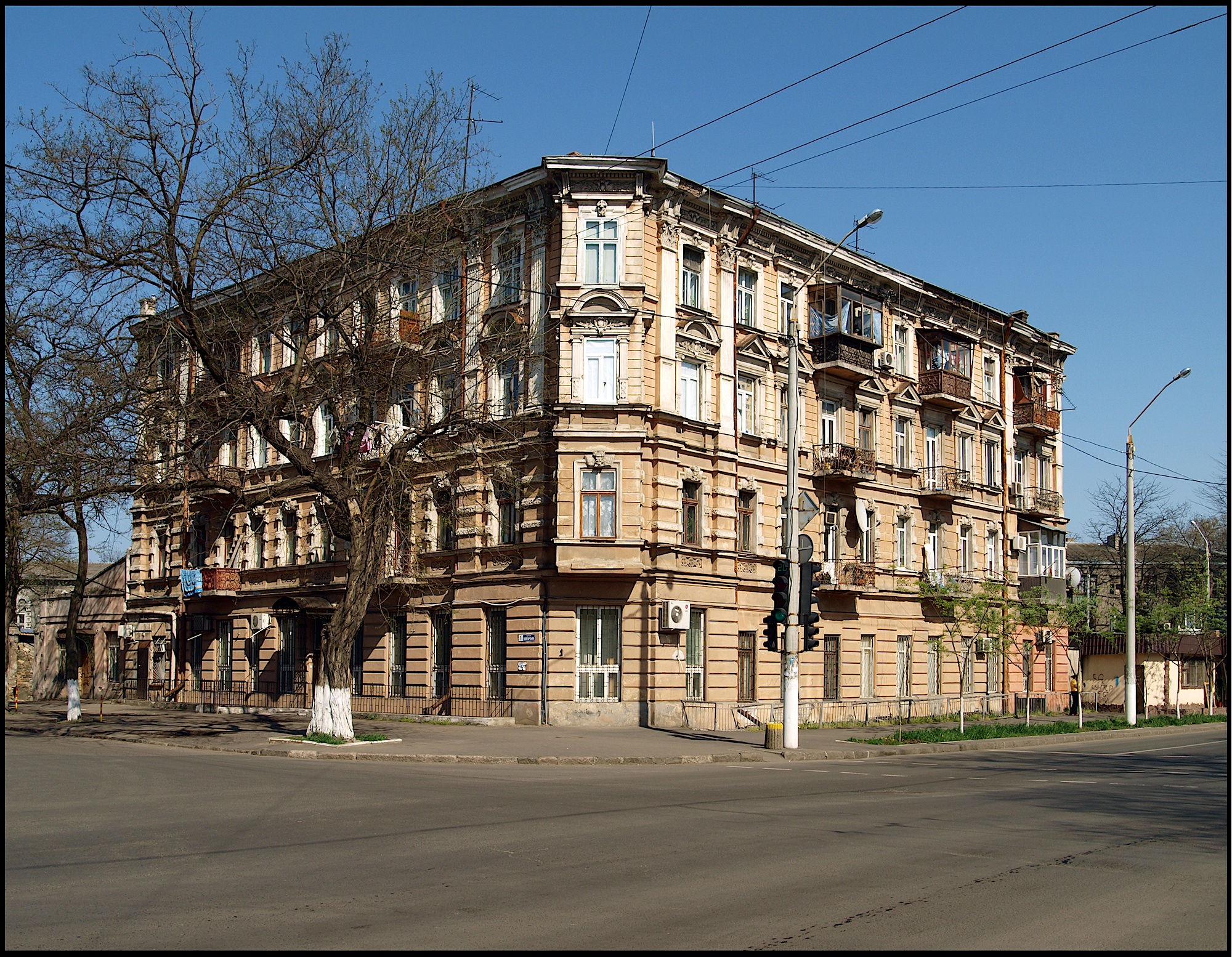
На розі із Болгарською
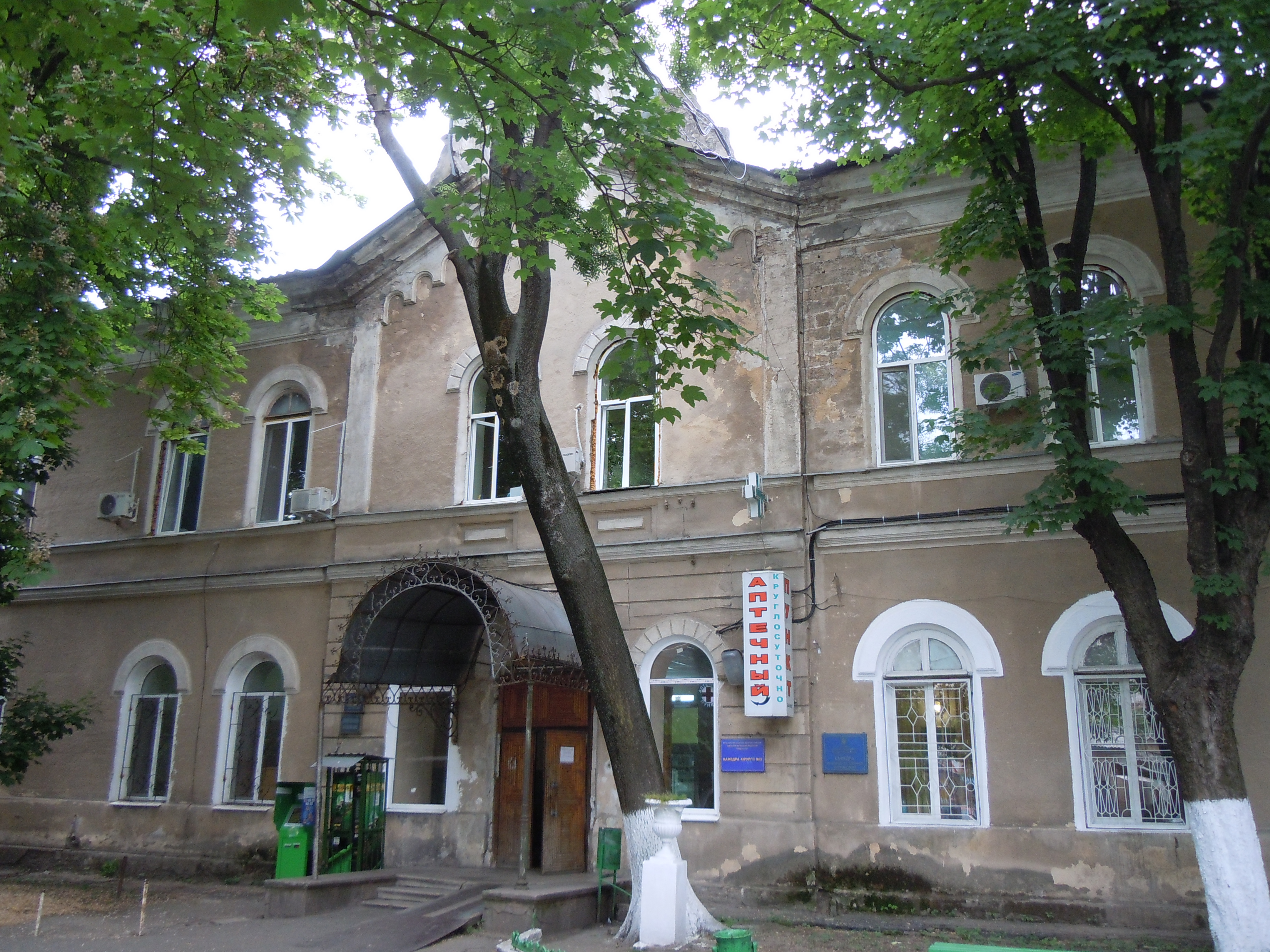
Сучасний вигляд головного корпусу Єврейської лікарні
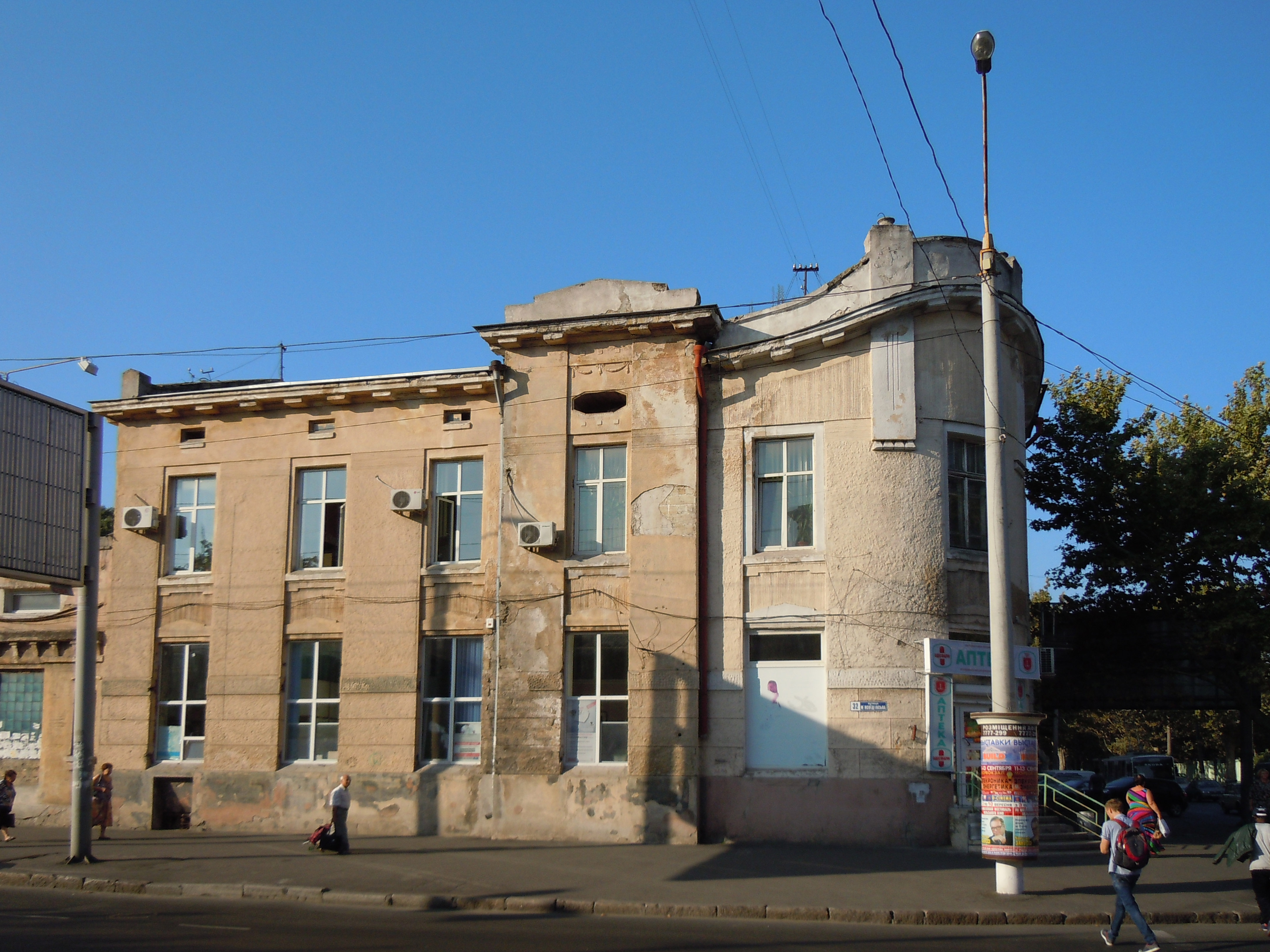
Адміністративний корпус Єврейської лікарні (на розі із вул. Богдана Хмельницького)